# Stenometopiellus signativus
Stenometopiellus signativus är en insektsart som beskrevs av Alexander Fyodorovich Emeljanov 1972. Stenometopiellus signativus ingår i släktet Stenometopiellus och familjen dvärgstritar. Inga underarter finns listade i Catalogue of Life.